# 中居正広の家族会議を開こう!
『中居正広の家族会議を開こう!』（なかいまさひろのかぞくかいぎをひらこう!）は、TBS系列で1999年から2003年まで特別番組として不定期（主に春・秋の改編期）に放送されていた討論バラエティ番組である。中居正広の冠番組。
後に2008年に『バラエティーニュース キミハ・ブレイク』枠で5年半ぶりに放送された。

## 出演者
- MC：中居正広

## スタッフ
- プロデューサー：阿部龍二郎
- 制作：TBSエンタテインメント（第4回 - 第8回）→TBSテレビ（第9回）
- 製作著作：TBS

## 放送リスト
| 回数  | 放送日         | 放送時間（JST） | 番組枠タイトル                              | 備考  |
| ----- | -------------- | --------------- | ------------------------------------------- | ----- |
| 第1回 | 1999年4月7日   | 21:00 - 22:54   | -                                           | -     |
| 第2回 | 1999年9月22日  | 21:00 - 22:54   | -                                           | -     |
| 第3回 | 2000年3月22日  | 21:00 - 22:54   | -                                           | [ 2 ] |
| 第4回 | 2000年9月20日  | 21:20 - 23:14   | -                                           | [ 2 ] |
| 第5回 | 2001年3月21日  | 21:00 - 22:54   | -                                           | [ 2 ] |
| 第6回 | 2001年9月19日  | 21:00 - 22:54   | -                                           | [ 2 ] |
| 第7回 | 2002年9月18日  | 21:00 - 22:54   | -                                           | [ 2 ] |
| 第8回 | 2003年4月3日   | 21:00 - 22:54   | -                                           | [ 2 ] |
| 第9回 | 2008年11月18日 | 19:56 - 21:48   | 『バラエティーニュース キミハ・ブレイク』枠 | [ 2 ] |